# 178 г. пр.н.е.
178 (сто седемдесет и осма) година преди новата ера (пр.н.е.) е година от доюлианския (Помпилийски) римски календар.

## Събития

### В Римската република
- Консули са Марк Юний Брут и Авъл Манлий Вулзон.
- Консулите са изпратени да воюват в Истрия.
- Тиберий Семпроний Гракх побеждава и сключва договори с келтиберите и основава градовете Гракхурис (Gracchuris) и Илитурги (Iliturgi).[1]
- За дейността си в Испания, Тиберий Семпроний Гракх и Луций Постумий Албин са наградени с триумфи, които празнуват съответно на 3 и 4 февруари през следващата година.[2]
- По искане на Селевк IV Филопатор, брат му и бъдещ цар от династията на Селевкидите Антиох е заменен като заложник в Рим от неговия племенник Деметрий (син на Селевк IV).[1]